# Strassburger Izidor
Strassburger Izidor, Straszburger Ignác Izidor (Kiskőrös, 1868. október 25. – ?) zsidó származású magyar építész.

## Élete

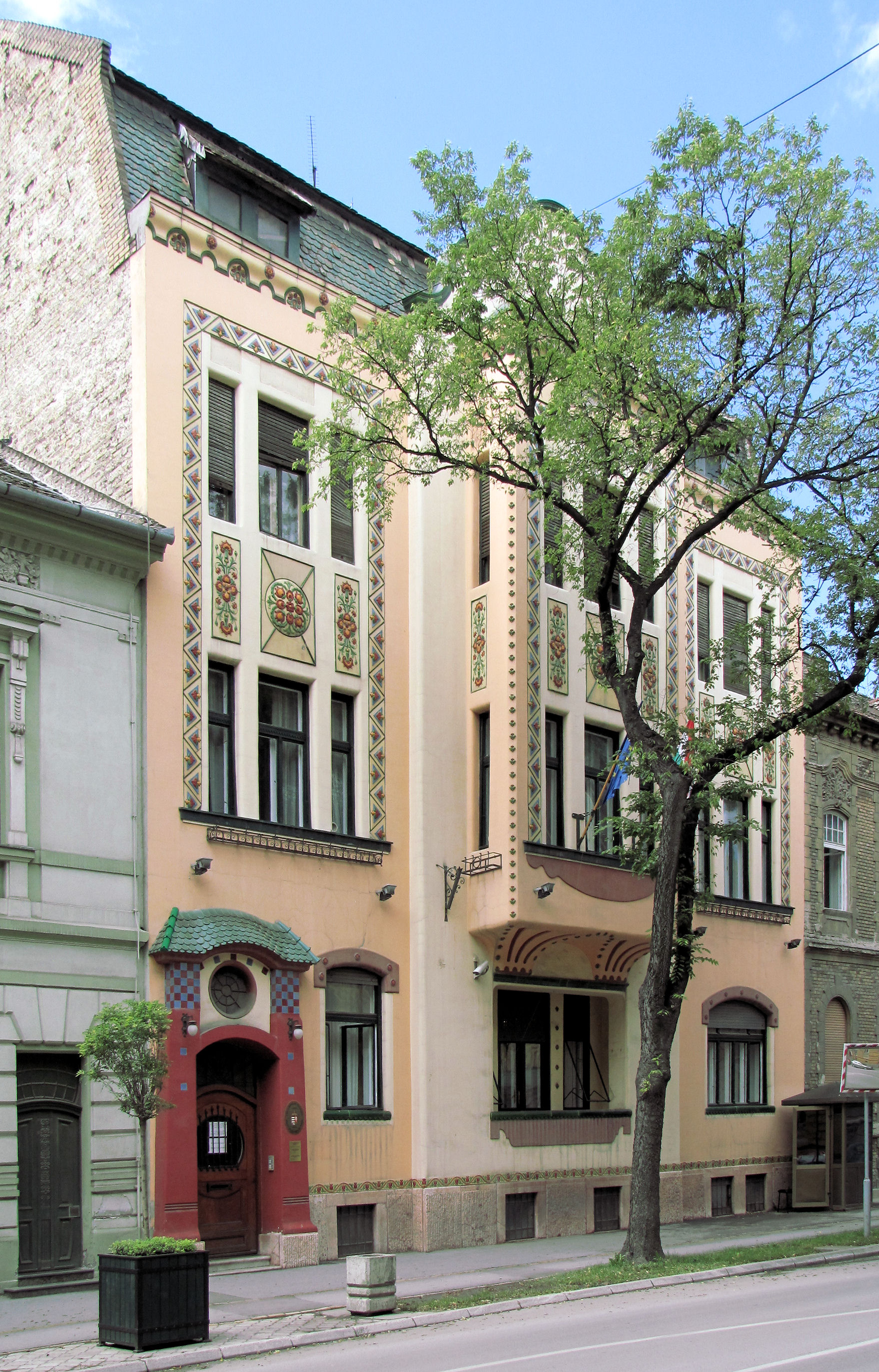
Az egyik Sonnenberg-palota, Duro Dakovic u. 3.

Szülei Strassburger Mózes és Goldschmid Róza. Szabadkán működött a 20. század elején (a település ebben az időben még a Magyar Királysághoz tartozott). Jelentős műve az 1910-ben Gombos Lajossal közösen tervezett két bérpalota Sonnenberg Salamon részére (Corvin u. 10. és Duro Dakovic u. 3.) A második épületet, amelyben napjaikban Magyarország főkonzulátus működik, a magyaros szecesszió egyik legszebb alkotásának tartják. A Zsolnay kerámiából készült díszítőelemek magyar népművészeti motívumokból táplálkozó növényi mintákat adnak ki. 
A másik Sonnenberg palota a bécsi szecesszió hatását mutatja, homlokzata egyszerűbb kialakítású. A díszítésekben azonban itt is megfigyelhető a magyaros mintázat.
Strassburger egyűb művei:
- 1912: egyemeletes ház, Szabadka, Petőfi u.
- 1912: Vojnovics Piroska háza, Szabadka, Teréz park (Vágó Lászlóval közös munka)

Strassburger szabadkőműves páholytag volt.
1905. április 29-án Budapesten házasságot kötött Csillag Irma Kornéliával.